# Aguarunichthys torosus
Aguarunichthys torosus és una espècie de peix de la família dels pimelòdids i de l'ordre dels siluriformes.

## Morfologia
- Els mascles poden assolir 34,6 cm de longitud total.[3][4]

## Hàbitat
És un peix d'aigua dolça i de clima tropical (22 °C-27 °C).

## Distribució geogràfica
Es troba a Sud-amèrica: conca del riu Cenepa (conca del riu Amazones al Perú).